# Supercopa de España femenina de baloncesto 2004
La Supercopa de España femenina de baloncesto 2004 o SuperCopa LF 2004 fue la 2ª edición desde su fundación. Se disputó en el Pabellón Municipal de Würzburg de Salamanca, Castilla y León, el día 7 de octubre de 2004, donde  el Ros Casares Valencia conquistó el título por segunda vez consecutiva.

## Equipos participantes
Los equipos participantes fueron: 
| Equipo               | Clasificación                                        | Participación |
| -------------------- | ---------------------------------------------------- | ------------- |
| Ros Casares Valencia | Campeón de la Liga Femenina y de la Copa de la Reina | 2.ª           |
| Perfumerías Avenida  | Subcampeón de la Copa de la Reina                    | 1.ª           |

## Final
| 7 de octubre de 2004 | Perfumerías Avenida                  | 56–70 | Ros Casares Valencia      | Salamanca |  |
|                      | Parciales: 17–22, 7–16, 17–15, 15–17 |       |                           | |  |
|                      | Estadísticas Hayden 23               | Pts   | Estadísticas 16 Valdemoro | Pabellón: Pabellón Municipal de Wúrzburg Asistencia: 1200 espectadores Árbitros: Francisco Javier Afonso Castillo, Rubén Sánchez Mohedas Televisión: |  |

### Plantillas
| #                      | Jugadora            |
| ---------------------- | ------------------- |
|                        | Tamikha Whitmore    |
|                        | Vanessa Hayden      |
|                        | Emmanuelle Hermouet |
|                        | Núria Martínez      |
|                        | Laura Camps         |
|                        | Sandra Ygueravide   |
|                        | Blanca Marcos       |
|                        | Nieves Llamas       |
|                        | Maite Checa         |
|                        | Barbara Farris      |
|                        | Andrea Congreaves   |
| Entrenador             |                     |
| José Ignacio Hernández |                     |

| Campeonas de la Supercopa de España femenina de baloncesto 2004 |
| --------------------------------------------------------------- |
| Ros Casares Valencia 2.º título                                 |

| MVP:            |
| --------------- |
| Amaya Valdemoro |

| #          | Jugadora         |
| ---------- | ---------------- |
|            | Elisa Aguilar    |
|            | Suzy Batkovic    |
|            | Noemí Jordana    |
|            | Sonja Kireta     |
|            | Agathe Nnindjem  |
|            | Catarina Pollini |
|            | Rosaura Sánchez  |
|            | Amaya Valdemoro  |
|            | Anna Zimerle     |
| Entrenador |                  |
| Olaf Lange |                  |